# Michele Scarponi

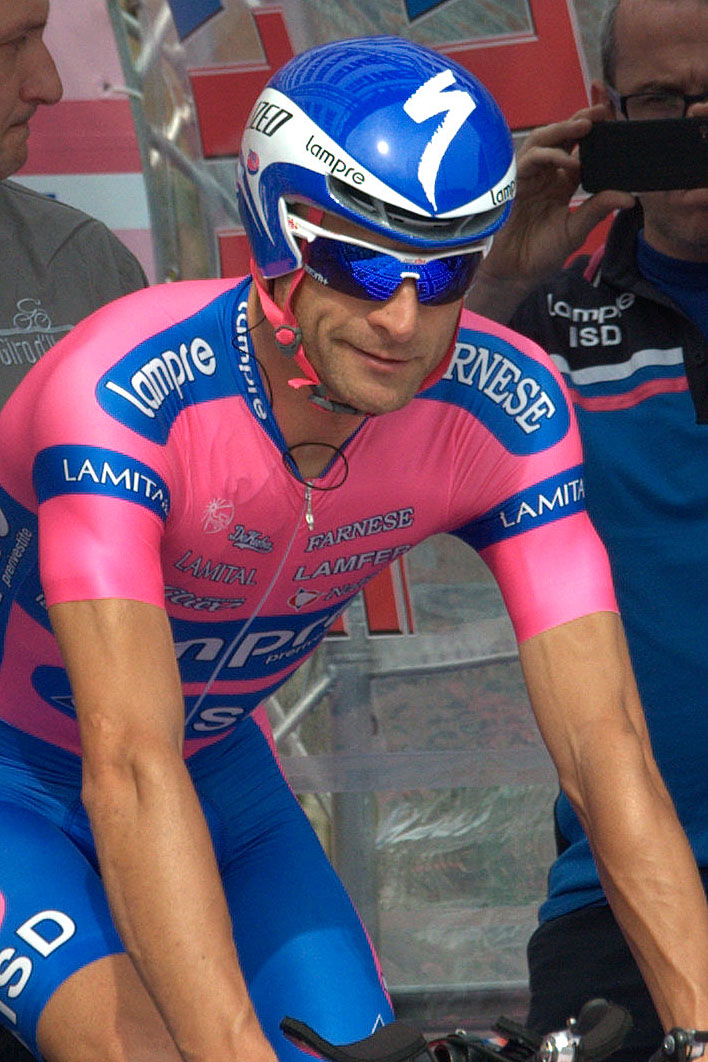
Michele Scarponi, Giro d'Italia 2012.

Michele Scarponi, född 15 september 1979 i Jesi i Marche, död 22 april 2017 i Filottrano i Marche, var en italiensk professionell tävlingscyklist som tävlade för ProTour-stallet Astana Pro Team. Han har tidigare cyklat för Acqua & Sapone, Domina Vacanze, Liberty Seguros-Würth, det Venezuela-registrerade stallet Serramenti PVC Diquigiovanni-Androni Giocattoli och Lampre-ISD.
Scarponis främsta seger i karriären är sammandraget i Giro d'Italia 2011, en seger han tilldelades retroaktivt sedan Alberto Contador testat positivt för det otillåtna dopningsmedlet clenbuterol. Scarponi har även segrat i Tirreno–Adriatico 2009 och Katalonien runt 2011.
Scarponi avled den 22 april 2017 efter att kolliderat med en lastbil under en träningsrunda nära sitt hem i Italien.

## Meriter
Giro d'Italia
 Totalseger – 2011
3 etapper
Tirreno–Adriatico – 2009
Katalonien runt – 2011

## Stall
- Acqua & Sapone-Cantina Tollo 2002
- Domina Vacanze 2003–2004
- Liberty Seguros-Würth 2005–2006
- Acqua & Sapone-Caffè Mokambo 2007
- Serramenti PVC Diquigiovanni-Androni Giocattoli 2008–2010
- Lampre-ISD 2011–2013
- Astana Pro Team 2014–2017